# WICKED BEAT
『WICKED BEAT』（ウィキッド・ビート）は、日本の音楽ユニット、B'zの2作目のミニ・アルバム。1990年6月21日にBMGビクターからリリースされ、後にBMGルームス（現:VERMILLION RECORDS）の設立に伴い、発売権がBMGルームスに移行した。

## 内容
ジャケットの写真は両面ともモノクロで、表は稲葉のアップ写真、裏は松本のアップ写真となっている。
本作では新曲がなく、過去に発表した曲の全英詞によるアレンジバージョンが収録されており、収録曲は曲間を無くして繋がっているようにしている。
日本レコード協会からは、トリプル・プラチナ認定を受けている。

## 収録曲
曲名表記は歌詞カードなどで「全て大文字」のものと「単語の始めだけ大文字」のもの、両方が使われている。また、今回よりB'zのアルバムCDには裏ジャケットの曲順表記に「Beat #」が用いられるようになった。
| 全作詞: 稲葉浩志、全作曲: 松本孝弘、全編曲: 松本孝弘・明石昌夫。 |                                     |          |            |      |
| #                                                                | タイトル                            | 作詞     | 作曲・編曲 | 時間 |
| 1.                                                               | 「I Wanna Dance Wicked Beat Style」 | 稲葉浩志 | 松本孝弘   | 4:36 |
| 2.                                                               | 「Komachi-Angel Red Hot Style」     | 稲葉浩志 | 松本孝弘   | 4:33 |
| 3.                                                               | 「Bad Communication E.Style」       | 稲葉浩志 | 松本孝弘   | 7:20 |
| 4.                                                               | 「Lady-Go-Round "W-40" Style」      | 稲葉浩志 | 松本孝弘   | 6:02 |
| 合計時間:                                                        | 合計時間:                           | 22:31    |            |      |

## 楽曲解説
1. I Wanna Dance Wicked Beat Style
  - 2ndシングル「君の中で踊りたい」の全英詞アレンジバージョン。
  - 本作収録曲の中では最も大幅にアレンジが加えられ、サンプリングやスクラッチを多用したサイケデリックポップダンスビートナンバーに生まれ変わっている。
  - ちなみに間奏で登場する英語のセリフには、「BAD COMMUNICATION」の冒頭のセリフをそのまま使用している箇所がある。
  - イントロ部分は、フジテレビ系列バラエティ番組『上岡龍太郎にはダマされないぞ』のオープニングテーマとして使用された。
2. Komachi-Angel Red Hot Style
  - 5thシングル「太陽のKomachi Angel」の全英詞アレンジバージョン。
  - アレンジは原曲とあまり変わらないが、イントロや間奏、コーラスが追加されているほか、ギターリフが目立つようになり、サンプリングが多用されている。
3. Bad Communication E.Style
  - 1stミニ・アルバム『BAD COMMUNICATION』の表題曲の全英詞バージョン。
  - 1stミニ・アルバム発売当初から有線などでは流されており、当時は「English Version」と表記されていた。
  - アレンジは原曲と変わらないが、全体的に音がやや重くなり、稲葉のボーカルにも厚みが出ている。
  - また、プロモーション用7インチ盤『BAD COMMUNICATION』、ベスト・アルバム『B'z The Best "Pleasure"』、ミニ・アルバム『DEVIL』には、ショートバージョンが収録されている。
4. Lady-Go-Round "W-40" Style　
  - 3rdシングル「LADY-GO-ROUND」の全英詞アレンジバージョン。
  - アレンジ自体は原曲とあまり変わらないが、サンプリングの追加、稲葉のアルバムタイトルコールと松本のギターによる導入部の追加、ギターソロの変更がされている。
  - 曲終了後、松本のギター演奏にあわせ、稲葉がアルバムの終わりを告げる英語を話して本作は終了する。

## タイアップ
- フジテレビ系『上岡龍太郎にはダマされないぞ!』オープニングテーマ（#1）

## 参加ミュージシャン
- 松本孝弘:ギター、全曲作曲・編曲
- 稲葉浩志:ボーカル、全曲作詞
- 明石昌夫:全曲編曲